# Jaime Soto Crespo
Jaime Soto Crespo (Honda, 9 de septiembre de 1918-Bogotá, 2 de julio de 1993) fue un periodista, locutor, diplomático y político colombiano. Se destacó por ser uno de los pioneros en el periodismo nacional.

## Biografía
Estudio ciencias políticas en la Universidad Nacional de Colombia. Participó en la creación de la Radio Nacional de Colombia en 1940, Durante el gobierno de Carlos Lleras Restrepo se desempeñó como alcalde de Honda. Posteriormente fue nombrado por el presidente Alfonso López Michelsen como embajador en Suiza, cargo al cual renunció para regresar al país a reitengrarse a su profesión.
Entre 1978 y 1983 dirigió el Noticiero Contrapunto, cuyo nombre inicial fue Cantaclaro, transmitido la Segunda Cadena de Inravisión. Fue director ejecutivo de la Asociación Colombiana de Radio y Televisión (Anradio), concejal de Honda, cónsul general de Colombia en Barcelona (España). También fue director de los Anales del Senado, director de relaciones públicas de los Ferrocarriles Nacionales, y jefe de la sección de comercio exterior del Ministerio de Hacienda. Falleció en Bogotá el 2 de julio de 1993.